# Ballerine (Degas)
Ballerine è un dipinto a pastello realizzato nel 1883 da Edgar Degas.
È conservato nel Dallas Museum of Art.
La peculiarità del dipinto è il momento della rappresentazione scelto da Degas: piuttosto che i preparativi o le prove di un balletto, sottolineandone gli aspetti meno eleganti, stavolta l'artista si sofferma sull'esecuzione stessa, cogliendo lo spirito di bellezza ed eleganza tipico delle danzatrici nell'atto di ballare.